# Cratere Loja
Loja  è un cratere sulla superficie di Marte.